# Villa rustica (Barcombe)
Bei Barcombe (East Sussex, England) befinden sich die Reste einer römischen Villa, die seit 2001 ausgegraben werden.
Erste Siedlungsreste datieren in die Stein- und Bronzezeit. Um 40 bis 50 n. Chr. wurde hier ein kleiner Hof errichtet. Aus dieser Zeit fanden sich die Reste von mindestens drei Rundhütten. Diese waren von einer einfachen Umzäunung umgeben. In der Mitte des 2. Jahrhunderts n. Chr. wurde eine der Rundhütten durch ein einfaches rechteckiges Gebäude ersetzt.
Um 200 n. Chr. wurde dieser kleine Bauernhof vollkommen niedergerissen und durch eine große Villa rustica ersetzt. Der Bau hatte zwei Flügel und eine Veranda, wohinter sich diverse Räume befanden. Es handelte sich um eine Portikusvilla. Mindestens zwei Räume waren mit Mosaiken dekoriert, die jedoch bis auf einzelne Steine nicht mehr erhalten waren. Es fanden sich Reste von Wandmalereien. Etwa gleichzeitig mit der Villa wurde südöstlich ein Hallenbau (etwa 40 × 17 m) errichtet. Dieser bestand aus einem großen Saal, dessen Decke von Säulen getragen wurde. Im Norden befanden sich drei Räume und im Westen war ein kleines Bad vorgelagert, das beim Bau der Halle teilweise niedergerissen wurde. Es war also etwas älter. Die Villa und der Saalbau bildeten zwei Seiten eines Hofes, der an den anderen Seiten von einer Mauer eingefasst wurde.
Die Villa wurde um 300 n. Chr. verlassen. Es gibt einzelne Besiedlungsspuren aus dem 4. Jahrhundert und aus dem 9. Jahrhundert. 
An Einzelfunden ist ein Münzhort aus dem Saalbau zu nennen, der etwa 120 Münzen aus dem späten 3. Jahrhundert enthielt.